# Les Eaux dormantes
Pour plus de détails, voir Fiche technique et Distribution.
Les Eaux dormantes est un film français réalisé par Jacques Tréfouël et sorti en 1992.

## Synopsis
Un jeune médecin rentre en France après avoir passé trois années au Camboge. Il apprend alors la disparition de son père.

## Fiche technique
- Réalisation : Jacques Tréfouël
- Scénario : Boileau-Narcejac (roman Les Eaux dormantes, Denoël), Yves Ellena, Jacques Santamaria
- Production :  Animatógrafo, Canal+, Chevereau
- Distribution : Les Films Number One
- Image : Elso Roque
- Musique : Alain Jomy
- Montage : Jean-François Giré
- Durée : 96 minutes
- Date de sortie : 18 novembre 1992

## Distribution
- Philippe Caroit : Denis de Lespinière
- Ludmila Mikaël : Eva
- Danièle Delorme : Mme de Lespinière
- Michel Galabru : Fouchard
- Marie Adam : Claire
- Tsilla Chelton : La tante
- Jacques Perrin : Daviot
- Daniel Gélin : Le docteur Nedelec
- Cécile Ricard : Eugénie
- Espérance Pham Thai Lan : La fiancée asiatique

## Critique
Le scénario tiré du roman Les Eaux dormantes de Boileau-Narcejac raconte l'histoire d'un homme qui rentre chez lui après une longue absence, et dont la famille reste silencieuse. Le réalisateur Jacques Tréfouël, dont c'est le premier long métrage, privilégie l'atmosphère et la lenteur du temps qui passe.